# Primera División de México (1980/1981)
Rozgrywki 1980/1981 były 79. sezonem w historii ligi meksykańskiej, a 39. sezonem w historii profesjonalnej ligi meksykańskiej. Tytułu mistrzowskiego broniło Cruz Azul.

## Zespoły
| Uczestnicy poprzedniej edycji                                                                                 | Uczestnicy poprzedniej edycji | Uczestnicy poprzedniej edycji | Uczestnicy poprzedniej edycji |
| --- | ----------------------------- | ----------------------------- | ----------------------------- |
| AME | América                       |                               |                               |
| ATL | Atlante                       |                               |                               |
| ATS | Atlas                         |                               |                               |
| ATE | Atlético Español              |                               |                               |
| ATP | Atlético Potosino             |                               |                               |
| CAZ | Cruz Azul                     |                               |                               |
| DNE | Deportivo Neza                |                               |                               |
| EST | Estudiantes Tecos             |                               |                               |
| GUA | Guadalajara                   |                               |                               |
| LEO | León                          |                               |                               |
| MTY | Monterrey                     |                               |                               |
| PUE | Puebla                        |                               |                               |
| PUM | Pumas UNAM                    |                               |                               |
| TAM | Tampico Madero                |                               |                               |
| TIG | Tigres UANL                   |                               |                               |
| TOL | Toluca                        |                               |                               |
| CUR | Unión de Curtidores           |                               |                               |
| UDG | U de Guadalajara              |                               |                               |
| ZAC | Zacatepec                     |                               |                               |
| Awans z Segunda División de México (1979/1980)                                                                |                               |                               |                               |
| CAM | Atletas Campesinos            |                               |                               |
| Oznaczenia: - kolumna pierwsza – skróty nazw drużyn, - kolumna trzecia – miejsce zajęte w poprzednim sezonie. |                               |                               |                               |

## Faza grupowa

### Grupa 1
| Lp. | Klub             | M  | Z  | R  | P  | B+ | B- | Pkt. | Uwagi            |
| --- | ---------------- | -- | -- | -- | -- | -- | -- | ---- | ---------------- |
| 1   | Atlético Español | 38 | 15 | 12 | 11 | 43 | 43 | 42   | Faza mistrzowska |
| 2   | Deportivo Toluca | 38 | 14 | 12 | 12 | 47 | 41 | 40   | Faza mistrzowska |
| 3   | Monterrey        | 38 | 12 | 14 | 12 | 50 | 55 | 38   |                  |
| 4   | Club América     | 38 | 11 | 14 | 13 | 53 | 49 | 36   |                  |
| 5   | Club Atlas       | 38 | 7  | 13 | 18 | 30 | 51 | 27   |                  |

### Grupa 2
| Lp. | Klub              | M  | Z  | R  | P  | B+ | B- | Pkt. | Uwagi            |
| --- | ----------------- | -- | -- | -- | -- | -- | -- | ---- | ---------------- |
| 1   | Cruz Azul         | 38 | 14 | 14 | 10 | 45 | 36 | 42   | Faza mistrzowska |
| 2   | Toros Neza        | 38 | 13 | 15 | 10 | 42 | 39 | 41   | Faza mistrzowska |
| 3   | Puebla            | 38 | 12 | 13 | 13 | 56 | 59 | 37   |                  |
| 4   | U. de Guadalajara | 38 | 11 | 10 | 17 | 44 | 55 | 32   |                  |
| 5   | Club León         | 38 | 8  | 15 | 15 | 32 | 65 | 31   |                  |

### Grupa 3
| Lp. | Klub                | M  | Z  | R  | P  | B+ | B- | Pkt. | Uwagi            |
| --- | ------------------- | -- | -- | -- | -- | -- | -- | ---- | ---------------- |
| 1   | Estudiantes Tecos   | 38 | 19 | 13 | 6  | 70 | 49 | 51   | Faza mistrzowska |
| 2   | Zacatepec           | 38 | 17 | 8  | 13 | 67 | 54 | 42   | Faza mistrzowska |
| 3   | Atlante             | 38 | 16 | 9  | 13 | 58 | 47 | 41   |                  |
| 4   | Atlético Potosino   | 38 | 10 | 16 | 12 | 48 | 55 | 36   |                  |
| 5   | Unión de Curtidores | 38 | 7  | 16 | 15 | 28 | 46 | 30   | Spadek           |

### Grupa 4
| Lp. | Klub               | M  | Z  | R  | P  | B+ | B- | Pkt. | Uwagi            |
| --- | ------------------ | -- | -- | -- | -- | -- | -- | ---- | ---------------- |
| 1   | Pumas UNAM         | 38 | 19 | 11 | 8  | 79 | 53 | 49   | Faza mistrzowska |
| 2   | Guadalajara        | 38 | 15 | 13 | 10 | 53 | 41 | 43   | Faza mistrzowska |
| 3   | Tigres UANL        | 38 | 14 | 9  | 15 | 52 | 52 | 37   |                  |
| 4   | Tampico            | 38 | 11 | 12 | 15 | 57 | 60 | 34   |                  |
| 5   | Atletas Campesinos | 38 | 12 | 7  | 19 | 42 | 46 | 31   |                  |

## Faza mistrzowska

### Grupa A
| Lp. | Klub              | M | Z | R | P | B+ | B- | Pkt. | Uwagi |
| --- | ----------------- | - | - | - | - | -- | -- | ---- | ----- |
| 1   | Cruz Azul         | 6 | 3 | 2 | 1 | 5  | 3  | 8    | Fina  |
| 2   | Zacatepec         | 6 | 3 | 1 | 2 | 12 | 8  | 7    |       |
| 3   | Deportivo Toluca  | 6 | 2 | 1 | 3 | 5  | 7  | 5    |       |
| 4   | Estudiantes Tecos | 6 | 1 | 2 | 3 | 7  | 11 | 4    |       |

### Grupa B
| Lp. | Klub             | M | Z | R | P | B+ | B- | Pkt. | Uwagi |
| --- | ---------------- | - | - | - | - | -- | -- | ---- | ----- |
| 1   | Pumas UNAM       | 6 | 4 | 1 | 1 | 12 | 9  | 9    | Finał |
| 2   | Toros Neza       | 6 | 2 | 2 | 2 | 4  | 3  | 6    |       |
| 3   | Guadalajara      | 6 | 2 | 1 | 3 | 7  | 9  | 5    |       |
| 4   | Atlético Español | 6 | 1 | 2 | 3 | 6  | 8  | 4    |       |

### Finał
|  | Cruz Azul | 1 – 0 | Pumas UNAM | Meksyk |
|  |           |       |            |        |

|  | Pumas UNAM | 4 – 1 | Cruz Azul | Meksyk |
|  |            |       |           |        |